# Notació adiastemàtica
La notació adiastemàtica és aquella notació en què els neumes no mostren l'afinació exacta d'una nota, sinó que donen una idea aproximada del moviment melòdic, oferint per tant menys informació que la notació diastemàtica.

## Història
La notació adiastemàtica és una de les primeres formes de notació que va desenvolupar la humanitat, i perviu fins als nostres dies en àmbits molt reduïts. La seua època d'esplendor correspon, més o menys, al temps en què s'estén per tot Europa gràcies al cant gregorià, que utilitzarà la notació adiastemàtica com a principal vehicle per transmetre les seues obres. Posteriorment, amb l'adveniment de la polifonia, la notació adiastemàtica resultarà massa imprecisa per poder guardar tot allò que una obra polifònica ha de transmetre, per la qual cosa s'abandonarà per centrar-se amb la notació diastemàtica i els seus desenvolupaments posteriors.
Com què va unida indefectiblement al cant gregorià, en el seu període de màxima expansió, és necessari parlar d'aquest. La notació adiastemàtica gregoriana procedeix, en el seu, origen, de diversos sistemes locals dispersos per tot Europa, que a poc a poc anaren unificant-se gràcies a l'acció, fonamentalment, dels copistes de l'orde de Cluny i el Cister, sota l'auspici de Carlemany. Els sistemes que s'aplegaren foren els següents:
- Notació paleofranca
- Notació sangalense
- Notació catalana
- Notació bretona
- Notació lorena
- Notació francesa
- Notació normanda
- Notació de Nonantola
- Notació beneventana
- Notació d'Itàlia central
- Notació aquitana antiga
- Notació visigòtica

Dos segles més tard, la reforma gregoriana del s. XI, que portà a tota l'església a utilitzar el ritus romà, consolidà la seua expansió per tot Europa. Un segle més tard, però, els avanços en teoria musical portaren al desenvolupament de la línia de tònica i, posteriorment, amb la intervenció de Guido d'Arezzo i el seu Himne a Sant Joan Baptista, el tetragrama, els neumes passaren de ser adiastemàtics a ser diastemàtics, és a dir, a marcar l'altura exacta de les notes, desapareixent per tant de forma massiva la notació adiastemàtica.

## Característiques
Com hem dit anteriorment, la principal definició de la notació adiastemàtica és que la seua representació gràfica no ofereix informació suficient per saber l'altura exacta de les notes, sinó que se centra principalment en dibuixar moviments melòdics, essent més una ajuda memorística que no una eina real per aprendre des de zero una obra nova.
En aquest cas, els neumes consistien en una sèrie de signes que es col·locaven usualment sobre un text en llatí per marcar eixos moviments melòdics. El mestre de capella "copiava" amb les seues mans els signes indicats i transmetia les instruccions al cor, que les executava. Era, per tant, imprescindible conèixer d'antuvi les peces a interpretar per poder fer servir els neumes.
Nombrosos exemples han perviscut mostrant aquesta notació, cosa que ha permès que els experts coneguen els signes més diversos i puguen identificar-los amb la funció que fan. Així, per exemple, dos dels signes més estesos, que es considera tenen el seu origen en l'abadia suïssa de St. Gallen, són la virga (,) i el tractulus (.). El primer és un signe semblant a una coma o accent que indica la direcció melòdica d'una síl·laba segons la inclinació, mentre que el segon és un punt o guió que indica un moment d'estasi en la melodia.